# Enda Kenny
Enda Kenny (Castlebar, Comtat de Mayo, Irlanda, 24 d'abril del 1951) és un polític irlandès que va ser Taoiseach (Primer Ministre) entre 2011 i 2017. Lidera el partit Fine Gael des del 2002. També va ser vicepresident del Partit Popular Europeu.